# Bhilai Charoda
Bhilai Charoda è una suddivisione dell'India, classificata come municipality, di 87.170 abitanti, situata nel distretto di Durg, nello stato federato del Chhattisgarh. In base al numero di abitanti la città rientra nella classe II (da 50.000 a 99.999 persone).

## Geografia fisica
La città è situata a 21° 13' 11 N e 81° 27' 27 E.

## Società

### Evoluzione demografica
Al censimento del 2001 la popolazione di Bhilai Charoda assommava a 87.170 persone, delle quali 45.105 maschi e 42.065 femmine. I bambini di età inferiore o uguale ai sei anni assommavano a 11.092, dei quali 5.609 maschi e 5.483 femmine. Infine, coloro che erano in grado di saper almeno leggere e scrivere erano 62.983, dei quali 36.143 maschi e 26.840 femmine.